# Miss España 2011
La 51ª edición del certamen Miss España tendrá lugar a finales de noviembre de 2011. Las 50 provincias y 2 ciudades autónomas que componen el territorio español estarán representadas. La ganadora representará a España en el certamen de Miss Universo 2012, siendo el resto de finalistas las encargadas de representar al país en los certámenes de Miss Mundo 2012 (la primera finalista), Miss Tierra 2012 (la segunda), Miss Internacional 2012 (la tercera), y así sucesivamente en importancia para los certámenes de Miss Europa, Reinado Internacional del Café y Reina Hispanoamericana. Paula Guilló, quien ganó el título de Miss España 2010 y representará al país en Miss Universo 2011, coronará a su sucesora.

## Resultados
| Resultado final  | Candidata |
| ---------------- | --- |
| Miss España 2011 | Barcelona - Andrea Huisgén |
| 1.a Finalista    | Las Palmas - Aránzazu Estévez |
| 2.a Finalista    | Valencia - Ana Brenda Crespo |
| 3.a Finalista    | Málaga - Belinda Gutiérrez |
| 4.a Finalista    | Alicante - Laura Bayo |
| 5.a Finalista    | Guipúzcoa - Lidia de Sousa |
| Top 12           | Badajoz - Linda Aranda Madrid - Paola Cid Murcia - Gemma Canó Pontevedra - Angélica González Sevilla - Ana Araceli Jiménez Tenerife - Júdith Guerra                                                   |
| Top 20           | Álava - Ania Montoya Baleares - Francisca Martorell Ceuta - Leonor Muñoz Cuenca - Rebeca Rudilla La Rioja - Beatriz Delgado León - Lucía Domínguez Melilla - Rocío Pozo Zaragoza - Ma. Ángeles Sierra |

## Candidatas Oficiales
| Provincia   | Nombre                          | Edad | Estatura        | Ciudad de residencia       |
| ----------- | ------------------------------- | ---- | --------------- | -------------------------- |
| Álava       | Ania Lucía Montoya Aleu         | 21   | 1,74 m (5′ 9″)  | Vitoria                    |
| Albacete    | Ainhoa Canó Esparza             | 21   | 1,78 m (5′ 10″) | Riópar                     |
| Alicante    | Laura Isabel Bayo Vega          | 24   | 1,73 m (5′ 8″)  | Elche                      |
| Almería     | Luz Nina López Sánchez          | 21   | 1,78 m (5′ 10″) | Adra                       |
| Asturias    | Yurie La Cruz Montés de Oca     | 20   | 1,70 m (5′ 7″)  | Oviedo                     |
| Ávila       | Martina Mera López              | 22   | 1,72 m (5′ 8″)  | Ávila                      |
| Badajoz     | Linda Aranda Rodríguez          | 25   | 1,77 m (5′ 10″) | Mérida                     |
| Baleares    | Francisca Martorell Rodríguez   | 26   | 1,83 m (6′ 0″)  | Ibiza                      |
| Barcelona   | Andrea Huisgén Serrano          | 20   | 1,81 m (5′ 11″) | Barcelona                  |
| Burgos      | Cinta del Rocío Peña-Suárez     | 25   | 1,85 m (6′ 1″)  | Miranda de Ebro            |
| Cáceres     | María Laura Griñón García       | 23   | 1,73 m (5′ 8″)  | Trujillo                   |
| Cádiz       | Carolina Calvillo Galán         | 24   | 1,74 m (5′ 9″)  | El Puerto de Santa María   |
| Cantabria   | Inmaculada López Romero         | 22   | 1,76 m (5′ 9″)  | Pegalajar                  |
| Castellón   | Belén Jordana Moguer            | 23   | 1,75 m (5′ 9″)  | Villarreal                 |
| Ceuta       | Leonor Muñoz Cabrero            | 21   | 1,75 m (5′ 9″)  | Ibros                      |
| Ciudad Real | Silvia Bekri Mondragón          | 18   | 1,76 m (5′ 9″)  | Alcázar de San Juan        |
| Córdoba     | Beatriz Ortega Sánchez          | 21   | 1,77 m (5′ 10″) | Aguilar de la Frontera     |
| Cuenca      | Rebeca Rudilla Suárez           | 22   | 1,76 m (5′ 9″)  | Cuenca                     |
| Gerona      | Patricia Galdon Sánchez         | 25   | 1,75 m (5′ 9″)  | Figueras                   |
| Granada     | Irina Morales de las Heras      | 22   | 1,71 m (5′ 7″)  | Motril                     |
| Guadalajara | Nidia Cerrillo de los Valles    | 18   | 1,76 m (5′ 9″)  | Azuqueca de Henares        |
| Guipúzcoa   | Lidia de Sousa Encarnación      | 20   | 1,74 m (5′ 9″)  | San Sebastián              |
| Huelva      | Elena Olmedo Jara               | 20   | 1,78 m (5′ 10″) | Palos de la Frontera       |
| Huesca      | Laura Pérez Tejada              | 25   | 1,77 m (5′ 10″) | Fraga                      |
| Jaén        | Desirée Valenciano Vergara      | 18   | 1,77 m (5′ 10″) | Linares                    |
| La Coruña   | Estefanía Dopazo Caeiro         | 19   | 1,77 m (5′ 10″) | Padrón                     |
| La Rioja    | Beatriz Delgado García          | 20   | 1,78 m (5′ 10″) | Logroño                    |
| Las Palmas  | Aránzazu Estévez Godoy          | 22   | 1,81 m (5′ 11″) | Tuineje                    |
| León        | Lucía Domínguez Valenzuela      | 21   | 1,79 m (5′ 10″) | León                       |
| Lérida      | Rosa María García Fernández     | 25   | 1,70 m (5′ 7″)  | Balaguer                   |
| Lugo        | María del Alba Mañana Álvarez   | 22   | 1,77 m (5′ 10″) | Monforte de Lemos          |
| Madrid      | Paola Altagracia Cid de la Rosa | 21   | 1,79 m (5′ 10″) | Madrid                     |
| Málaga      | Belinda Gutiérrez Tobe          | 23   | 1,78 m (5′ 10″) | Mijas                      |
| Melilla     | Rocío Pozo Gutiérrez            | 18   | 1,72 m (5′ 8″)  | Melilla                    |
| Murcia      | Gemma Teresa Canó Esparza       | 18   | 1,78 m (5′ 10″) | Cartagena                  |
| Navarra     | Ainhoa de Lera González         | 18   | 1,74 m (5′ 9″)  | Pamplona                   |
| Orense      | Marta González Rodríguez        | 27   | 1,72 m (5′ 8″)  | El Barco de Valdeorras     |
| Palencia    | Patricia Méndez Aventura        | 25   | 1,73 m (5′ 8″)  | Palencia                   |
| Pontevedra  | Angélica María González Peralta | 25   | 1,80 m (5′ 11″) | Vigo                       |
| Salamanca   | Clara María Toribío San Juan    | 21   | 1,82 m (6′ 0″)  | Salamanca                  |
| Segovia     | Paulina Carmen Dobek Henríquez  | 23   | 1,75 m (5′ 9″)  | Cuéllar                    |
| Sevilla     | Ana Araceli Jiménez Ramírez     | 19   | 1,82 m (6′ 0″)  | Marchena                   |
| Soria       | María del Pilar García Santos   | 23   | 1,70 m (5′ 7″)  | Langa de Duero             |
| Tarragona   | Valeria Doms Díaz del Monte     | 21   | 1,75 m (5′ 9″)  | Reus                       |
| Tenerife    | Júdith Estela Guerra Ruiz       | 21   | 1,75 m (5′ 9″)  | San Sebastián de La Gomera |
| Teruel      | Carolina Nebra Santa Marina     | 27   | 1,75 m (5′ 9″)  | Alcañiz                    |
| Toledo      | África Pérez Rojo               | 24   | 1,73 m (5′ 8″)  | Talavera de la Reina       |
| Valencia    | Ana Brenda Crespo Martínez      | 20   | 1,76 m (5′ 9″)  | Valencia                   |
| Valladolid  | Irene Fernández Hernández       | 26   | 1,73 m (5′ 8″)  | Valladolid                 |
| Vizcaya     | Itziar Ramos dos Santos         | 24   | 1,72 m (5′ 8″)  | Bermeo                     |
| Zamora      | Silvia Caballero Gago           | 22   | 1,73 m (5′ 8″)  | Benavente                  |
| Zaragoza    | María de los Ángeles Sierra Pou | 19   | 1,80 m (5′ 11″) | Calatayud                  |

## Otros datos de interés acerca de las candidatas
- Algunas de las candidatas a Miss España 2011 ya han participado en otros certámenes de importancia:
  - Belinda Gutiérrez Tobe (Málaga) fue Linda Costa del Sol 2008 participando en Linda Andalucía 2008, donde quedó como primera dama de honor. Meses más tarde acudió a China representando a España en Miss Model of the World 2008, donde se colocó en el TOP 30.[1][2]
  - Júdith Estela Guerra Ruiz (Tenerife) fue Reina de las Fiestas de Mayo 2008 de Santa Cruz.[3][4]

- Algunas candidatas son mestizas acorde a algún miembro de su familia:
  - Belinda Gutiérrez Tobe (Málaga) es de madre holandesa.[1]